# Mihály Fülöp
Mihály Fülöp (ur. 10 kwietnia 1936 w Budapeszcie, zm. 26 września 2006 tamże) – węgierski florecista, brązowy medalista olimpijski i czterokrotny medalista mistrzostw świata.
Na igrzyskach olimpijskich w Melbourne w 1956 odpadł w pierwszej rundzie w zawodach indywidualnych, a w drużynie wspólnie z Endre Tillim, Józsefem Sákovicsem, Józsefem Gyuriczą, Lajosem Somodim i Józsefem Marosim zdobył brązowy medal. Na rozgrywanych cztery lata później igrzyskach olimpijskich w Rzymie indywidualnie odpadł w półfinałach, a drużynowo był czwarty.
Podczas mistrzostw świata w Paryżu w 1957 roku wywalczył złoty medal w turnieju indywidualnym, wyprzedzając Marka Midlera z ZSRR i Brytyjczyka Allana Jaya. Na tej samej imprezie razem z Ferencem Czvikovszkym, Józsefem Gyuriczą, Jenő Kamutim i Endre Tillim zwyciężył w zawodach drużynowych. W konkurencji tej zdobył też srebrny medal na mistrzostwach świata w Rzymie (1955) oraz brązowy na mistrzostwach świata w Budapeszcie (1959).
Po zakończeniu kariery pracował jako trener.